# Джейд (Beyond Good & Evil)
Джейд (англ. Jade) — главная героиня игры Beyond Good & Evil.

## Концепция и создание
Джейд была создана разработчиком игры Мишелем Анселем, но менеджер проекта по связям с общественностью Тайрон Миллер отмечал, что важную роль в развитии образа героини сыграла жена Анселя, которая работала в проекте художником персонажей. По слухам, как сказал Миллер, именно она была вдохновением и музой в создании Джейд.
В образе Джейд Ансель не стремился создать очередной секс-символ, а пытался сотворить личность, похожую на реального человека, поскольку в контексте игре важна не сексуальность героини, а её роль и позиция в мире, а также значимость её цели.
По ходу разработки игры персонаж Джейд менялся, как в плане внешности, так и в плане психологии. Редактор сайта IGN Kайзер Хван отмечал, что из девочки с невинной, почти мальчишеской внешностью она превратилась в более зрелую, видавшую виды героиню, обретя в своём зелёном костюме вид, куда больше подходящий бывалому репортёру, которому предстоит разоблачить заговор планетного масштаба.
Обозреватель журнала Wired Крис Колер отмечал неоднозначное восприятие публикой расовой принадлежности персонажа. По мнению критика, разработчики умышленно внесли неопределённость в черты Джейд, позволяя игроку легче вжиться в персонаж, соотнося его с собственным этносом.
Тайрон Миллер подтвердил намерения разработчиков, но также пояснил, что Джейд не может относиться ни к какой человеческой расе, поскольку действие игры происходит на другой планете в далёком будущем.
В английской версии Джейд озвучивала Джоди Форрест, во французской — Эмма де Кон.
Когда Миллера спросили, кто, по его мнению, должен был бы сыграть Джейд в гипотетическом фильме по игре, то он выбрал актрису Шэннин Соссамон, заявив, что она выглядит и двигается аналогично Джейд. В интервью журналу Nintendo Power Ансель выразил надежду, что Джейд сохранит свои ценность и личность в Beyond Good & Evil 2. В интервью американскому журналу Play Ансель описал Джейд как героиню, имеющую «душу, как настоящий человек», а не просто марионетку для игроков, которую надо контролировать. Он отметил, что образ персонажа менялся в процессе производства, и отнёс её личность к диалогам игры, озвучиванию и визуальным эффектам «сближения».

## В играх

### Beyond Good & Evil
В игре Джейд — девушка 20 лет с планеты Хиллия. Она живёт на небольшом островке с маяком, где они с дядей Пей’Джем, кабанообразным гуманоидом, организовали приют для одиноких детей, родителей которых похитили ДумЦ, инопланетяне регулярно атакующие Хиллию. Джейд вступает в подпольную повстанческую организацию ИРИС, которая стремится доказать, что корпус Альфа, который якобы защищает планету от захватчиков, на самом деле тайно сотрудничает с ДумЦ. Девушка добывает доказательства, что корпус ворует людей для пришельцев. Во время путешествия на луну, чтобы освободить пленников верховный правитель ДумЦ открывает героине, что на самом деле она — Шони, воплощение духовной силы ДумЦ, которую ИРИС похитили и спрятали на Хиллии. Джейд использует новые силы и побеждает ДумЦ, сохраняя мирное население планеты от опасности.

### Prince of Persia
В игре Prince of Persia (2008) скин Джейд является альтернативным для главной героини Элики.

## Критика и отзывы
С момента своего появления в Beyond Good & Evil Джейд получила многочисленные положительные отклики. Редактор Fox News Лу Кестена приводит Джейд в качестве примера героини, которая является не только усладой для глаз мальчиков-подростков.
Веб-сайт IGN указал её как одну из 10 лучших героинь компьютерных игр, описывая её как «не ваш типичный игровой персонаж игры», и утверждая, что она любознательная, умная, смелая и полностью одетая.
Редактор IGN Дэвид Адамс похвалил её способность выражать жалость или ужас, с тончайшими изменения в выражении лица.
GamesRadar поставил Джейд на седьмое место в списке героинь, сделанных со вкусом. Тот же сайт также указал её как одну 20 самых недооцененных малышек компьютерных игр, описав её как безобидную, с её «почти бесполым» нарядом.
Британское отделение журнала Play отметило её в своём первом ежегодном выпуске «Девушки из игр», восхваляя её как «предельная мыслящую мужскую (и женскую) героиню». GameDaily включил её в число 25 горячих игровых малышек, описывая её как крутую и модную.
Они также включили её в число «10 крошек, которые должны понравиться вашей маме», описывая её как «преданную».
В другой статье журналисты этого сайта перечислили её в списке «Детки недели: Брюнетки», заявив, что у неё золотое сердце.
UGO.com поставил её на 46-е место в списке 50 сексуальных красоток из игр, назвав её праведницей.
Редактор San Francisco Chronicle Питер Хартлаб включил её в список 9 лучших героинь компьютерных игр, описывая её как сорванца и обычную девушку, пойманную в центре конфликта.
Джейд входит в список 50 величайших женских персонажей в истории компьютерных игр по версии Tom’s Games (англ. The 50-Greatest Female Characters in the History of Video Games).
Журнал GamePro привёл Джейд как пример того, как правильно делать женские персонажи игр, вместе с другими героинями — Челл из Portal, Аликс Вэнс из Half-Life 2 и Хизер Мэйсон из Silent Hill 3.
Редактор блога Kotaku Стивен Тотилло сравнил её с Кендрой Мидори, героиней игры James Cameron’s Avatar: The Game, заявив, что Джейд будет чувствовать себя как дома в мире «Аватара».
В статье сайта Wired, где рассматривались расовые двусмысленности в компьютерных играх, Крис Колер использует Джейд в качестве примера того персонажа, чья раса является неоднозначной, также указывая на сообщения читателей в блоге, которые относили Джейд к чёрным персонажам, и на последовавший за этим «мини-спор» на форуме NeoGAF. Колер считает, что разработчики сделали Джейд расово неоднозначной, намереваясь позволить игрокам видеть себя в ней. Журналисты австралийской газеты The Age поставили её в 2008 году на 46-е место в списке 50 лучших персонажей в играх для Xbox всех времён, заявив, что «Ей не нужно кромсать плоть, чтобы привлечь внимание, как другим персонажам в рейтинге. Всё, что ей нужно — её мозги и камера».
В рейтинге «10 самых горячих мамочек» с сайта Complex.com Джейд заняла 5-е место, её детьми названы дети, оставшиеся сиротами после нападений ДумЦ.